# Lissocidaris xanthe
Lissocidaris xanthe is een zee-egel uit de familie Cidaridae.
De wetenschappelijke naam van de soort werd in 2007 gepubliceerd door Coppard & Van Noordenburg.